# Brais Méndez
Brais Méndez Portela (Mos, 1997. január 7. –) spanyol válogatott labdarúgó, a Real Sociedad középpályása.

## Pályafutása

### Klubcsapatokban
Méndez Galíciában született, Mos községében. 2012-ben csatlakozott a Celta Vigo akadémiájához. 2014. szeptember 7-én mutatkozott be a tartalékcsapatban, amely akkor a spanyol harmadosztályban szerepelt.
Első gólját a felnőttek közt 2016. szeptember 4-én szerezte a CD Palencia 3–1-es legyőzésekor. A következő szezont megelőző felkészülési időszakban szerződését 2021 nyaráig meghosszabbította a klubbal.
2017. szeptember 21-én a Getafe elleni bajnokin bemutatkozhatott a spanyol élvonalban is. 2018. március 31-én szerezte első gólját a Celta Vigo első csapatában az Athletic Bilbao elleni 1–1-es döntetlen alkalmával.
2022. július 26-án hatéves szerződést kötött a Real Sociedad együttesével.

### A válogatottban
Az U17-es, az U18-as és az U21-es korosztályos válogatottakban is pályára lépett, a felnőtt válogatott keretébe 2018. november 8-án hívták meg először. November 18-án a bosznia-hercegovinai válogatott elleni felkészülési mérkőzésen az 59.percben csereként beállva mutatkozott be, majd az 1–0-ra megnyert találkozón ő szerezte a spanyol válogatott gólját.

## Családja
Méndez édesapja, a Pupi néven ismert Modesto szintén labdarúgó volt. Csatárként játszott, a Deportivo La Coruña színeiben a spanyol másodosztályban is pályára lépett.

## További információ
- Brais Méndez adatlapja a Soccerway oldalon (angolul)